# Petit Combin
Il Petit Combin (3.663 m s.l.m.) è una montagna delle Alpi Pennine (sottosezione Alpi del Grand Combin).

## Descrizione
Si trova a nord della Grand Combin nel Canton Vallese tra la Val d'Entremont e la valle di Bagnes. Sovrasta il Ghiacciaio di Corbassière.